# ナルウザクスダ（仮）
ナルウザクスダ（仮）（なるうざくすだ）は、インターネットラジオサイト「インターネットコミュニティ ぽけら」にてストリーミング配信されていたインターネットラジオ番組。パーソナリティは川本成、UZA、楠田敏之の三人。「（仮）」の部分は発音されず「ナルウザクスダ」と呼称されている。
2008年9月15日から配信を開始、2009年12月28日の配信をもって終了、全66回。
なお本番組の終了と同時に、同じパーソナリティによるリニューアル番組「ナルウザクスダの!」が音泉にて配信開始され、2018年9月まで続いた。のち2021年4月よりYouTubeで「ナルウザクスダなう!」が配信開始された。

## 番組概要
パーソナリティの川本成、UZA、楠田敏之の三人によるトーク番組。毎週月曜日更新。
2008年9月15日に「NAruZA（ナルウザ）」として音楽ユニットを組んでいた川本成とUZAと、楠田敏之によって行われたライブイベントにて、三人でラジオ番組を開始することを発表。当日に第0回の配信が開始された。
川本成と楠田敏之は、アニメ「テニスの王子様」で声優として共演し、UZAは「テニスの王子様」において楽曲提供をしており、同作品にゆかりのある番組となっている。
「ナルウザクスダ（仮）」は仮定のタイトルであり、番組名は開始当初から決まっていない。リスナーから正式となる番組タイトル案を募集しているものの、決まらないまま定着した。
2009年2月21日には「ナルウザクスダLIVE〜大人のお楽しみ会Vol.1〜」として、番組の公開収録とライブを兼ねたイベントが行われている。
2009年7月5日には「ナルウザクスダLIVE〜『白と黒のグローリー』発売記念!〜」として、ライブイベントが行われ、番組内で製作された楽曲CD「白と黒のグローリー」が会場で販売された。また、番組の総集編CD「ナルウザクスダ（仮）Vol.1」も同時に販売された。

## コーナー
気にナル！シネマ！
川本成が観た映画について語るコーナー、またリスナーから寄せられたおすすめの映画等も紹介。
ボギーにおまかせ
UZAがリスナーからの悩み相談に対して、解決への回答を即興で作った曲にして歌う。
クスダの新幹線ヒャッホー！
楠田敏之が趣味としている新幹線についての解説。
ダジャレマスターは誰じゃー！？
リスナーが考えた駄洒落を紹介する。毎回、一番優秀だった駄洒落の判定もしている。

## ゲスト出演者
- 高橋美佳子（第3回、第4回）
- 森山栄治（第24回、公開収録ゲスト）
- 津田健次郎（第25回、公開収録ゲスト）
- 並木のり子（第31回）
- 松井伸太郎（第40回、電話出演）